# 氯气
氯气是卤族元素氯的单质形式，化学式为{\displaystyle {\ce {Cl2}}}。氯元素在元素周期表中位于氟和溴之间，氯气的性质也大多处于氟单质和溴单质之间。

## 历史
瑞典化学家卡尔·威廉·舍勒（Carl Wilhelm Scheele）在1774年使用盐酸与软锰矿通過下述反应制得氯氣：
{\displaystyle {\rm {MnO_{2}+4\ HCl(conc.){\stackrel {\Delta }{\longrightarrow }}MnCl_{2}+2\ H_{2}O+Cl_{2}\uparrow }}} （此反应中盐酸为浓盐酸，二氧化锰和稀盐酸不反应）
继舍勒之后，贝托雷对氯气进行了更加深入的研究。发现将氯气通入水中会有盐酸生成，同时还伴随着有能使带火星木条复燃的气体（氧气）放出。
所以他认为氯气中含有氧，但尝试用当时已知的还原剂像金属、木炭、磷等还原剂来还原氯气却没能得到相应的氧化产物，这又强有力地说明氯气中不含氧元素。后来戴维用白热的木炭仍不能使氯气分解，而且从盐酸和金属的反应中也不能得到氧化物，所以上面提到的氧气应该是由水提供了氧元素，并且他认为应该将这种绿色的气体视为一种新的元素，氯元素就这样被发现了。

## 性质

### 物理性質
在常温下，氯氣是一种黃綠色、刺激性氣味、有毒的气体。压力为1.01×105Pa时，氯單質的沸點為−34.4℃，熔点为−101.5℃。氯氣可溶於水和碱性溶液，易溶於二硫化碳和四氯化碳等有機溶劑，难溶于饱和氯化钠溶液，飽和時1體積水最多可溶解2體積氯氣。
氯氣溶於水，生成氫氯酸跟次氯酸，化學式如下：
{\displaystyle {\rm {Cl_{2}+H_{2}O\rightleftharpoons HCl+HClO}}}
此反應為可逆反應。

### 化学性质
氯气的化学性质很活泼，它是一种活泼的非金属單質。
氯原子的最外电子层有7个电子，在化学反应中容易结合一个电子，使最外电子层达到8个电子的稳定状态，因此氯气具有强氧化性。氯氣的強氧化性表現為以下幾個方面：

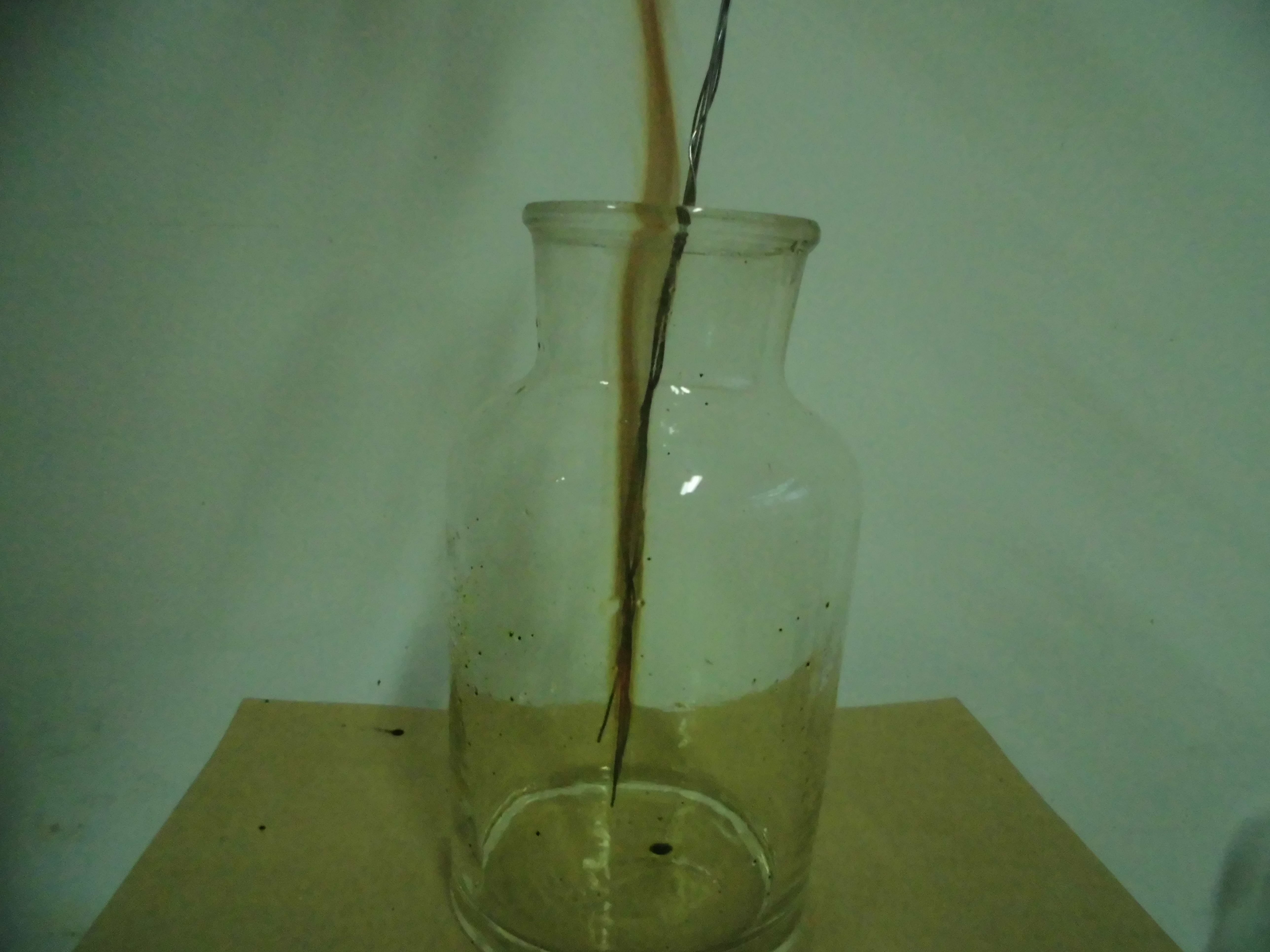
铁和氯气的反应

#### 與金屬反應
氯氣可與钠等活泼金属直接化合。也能跟铜等不活泼金属起反应。
{\displaystyle {\rm {2\ Na+Cl_{2}\rightarrow 2\ NaCl}}}（生成白烟）
{\displaystyle {\rm {Cu+Cl_{2}{\stackrel {\Delta }{\longrightarrow }}CuCl_{2}}}}（生成棕黄色的烟）
当氯气和铁系元素反应时，只有铁能被氧化至+3价，其余为+2价（FeCl₂不能由单质直接化合生成）：
{\displaystyle {\rm {2\ Fe+3\ Cl_{2}{\stackrel {\Delta }{\longrightarrow }}2\ FeCl_{3}}}}（生成棕褐色的烟）
{\displaystyle {\rm {Co+Cl_{2}{\stackrel {\Delta }{\longrightarrow }}CoCl_{2}}}}
{\displaystyle {\rm {Ni+Cl_{2}{\stackrel {\Delta }{\longrightarrow }}NiCl_{2}}}}

#### 與非金屬反應
氢气可在氯气中点燃并产生氯化氢。反应的化学方程式：
{\displaystyle {\rm {Cl_{2}+H_{2}\rightarrow 2\ HCl}}}
值得一提的是反应条件对上述反应的现象有很大影响：
1. 如果氢气与氯气事先充分混合，在光照条件下发生爆炸；
2. 如果氢气在氯气中安静地燃烧，现象为蒼白色火焰，同時伴有白霧（氯化氢溶解于空气中的水形成的盐酸小液滴）生成。

#### 和有机物反应
氯可以和烷烃发生取代反应，如氯和甲烷在光照下反应，生成氯甲烷，随着反应的进行，还会生成二氯甲烷、三氯甲烷，直至四氯化碳。

#### 漂白性
湿润的氯气可用于纸浆和棉布的漂白，不同於SO2的漂白性，氯氣的漂白性為不可還原且較為強烈，因此不宜以此作為絲綢的漂白劑。
之所以强调湿润的是因为
{\displaystyle {\rm {Cl_{2}+H_{2}O\rightleftharpoons HCl+HClO}}}
{\displaystyle {\rm {HClO\rightleftharpoons HCl+[O]}}}（生成的{\displaystyle {\rm {[O]}}}是游离氧，正是这个游离氧氧化了有机染料使之褪色）次氯酸的分解反应在光照或受热时速度加快。
因此干燥的氯气并不具有这个性质。

#### 其它反应
氯气和四甲基氯化铵、氧化铋在浓盐酸中反应，可以得到[(CH3)4N]3{[Bi2Cl9](Cl2)}，这是一种稳定的化合物，在180 °C以上才会放出氯气。

### 毒性
接触低浓度氯主要出现黏膜刺激症状，如眼结膜辛辣感、流泪、咽痛、干咳及胸闷、恶心等。吸入较高浓度的氯，能立即引起持续性咳嗽、胸部紧迫感及呼吸不畅，并有明显的头痛、头昏、烦躁不安、周身无力、欲睡等症状，还伴有恶心、呕吐、腹痛等急性胃肠反应。有时可引起化学性肺炎，一般发热在 38 °C左右。吸入高浓度氯时间较久，可发展为肺水肿，引起昏迷和休克，严重者能引起喉头与支气管痉挛和水肿，造成窒息，甚至“电击样”死亡。

#### 机理
氯易溶于水，吸入时能与呼吸道黏膜和肺泡表面的水分迅速反应，生成盐酸和新生态氧，对局部组织发生烧灼和刺激作用，引起水肿、充血和坏死。呼吸道黏膜中末梢感受器受刺激，可引起局部平滑肌痉挛，加剧通气障碍，导致缺氧而使心肌损害。新生态氧对组织有强烈的氧化作用，并在氧化过程中形成臭氧，对细胞原浆产生毒作用。氯气可损害中枢神经系统，引起植物神经功能紊乱，主要是副交感神经兴奋性增高而出现血压偏低，窦性心动过缓和心律不齐。

## 应用

### 自来水消毒
自来水过去常用氯气消毒，1L水里约通入0.002g氯气，消毒原理是其与水反应生成了次氯酸，它的强氧化性能杀死水里的病菌。因为次氯酸易分解难保存、成本高、毒性较大，用氯气消毒可使水中次氯酸的溶解、分解、合成达到平衡，浓度适宜，水中残余毒性较少，所以不直接用次氯酸为自来水杀菌消毒。自来水现在提倡用二氧化氯消毒。二氧化氯消毒剂是国际上公认的高效消毒灭菌剂，它可以杀灭一切微生物，包括细菌繁殖体，细菌芽孢，真菌，分枝杆菌和病毒等，并且这些细菌不会产生抗药性。二氧化氯对微生物细胞壁有较强的吸附穿透能力，可有效地氧化细胞内含巯基的酶，还可以快速地抑制微生物蛋白质的合成来破坏微生物。二氧化氯消毒剂被确认为是医疗卫生、食品加工中的消毒灭菌、食品（肉类、水产品、果蔬）的防腐、保鲜、环境、饮水和工业循环及污水处理等方面杀菌、清毒、除臭的理想药剂，是国际上公认的氯系消毒剂最理想的更新换代产品。

### 医药工业
常用于制药，常参与含氯基化合物的合成。如：马来酸氨氯地平片；N-(2-甲基-2,3-二氢-1H-吲哚基)-3-氨磺酰基-4-氯-苯甲酰胺。

### 农药工业
常用作生产高效杀虫剂、杀菌剂、除草剂、植物生长刺激剂的原料。

### 冶金工业
主要用于生产金属钛、镁等。

### 化学武器
第二次伊珀尔战役中曾被当作化学武器使用。